# Окия
Окия (яп. 置屋 окия, дословно «учреждённый дом») — дом, где проживают гейши. Каждый окия управляется «мамой» (お母さん о-ка:-сан), в нём живут как уже работающие полноправные гейши, так и ученицы — майко и хангёку.

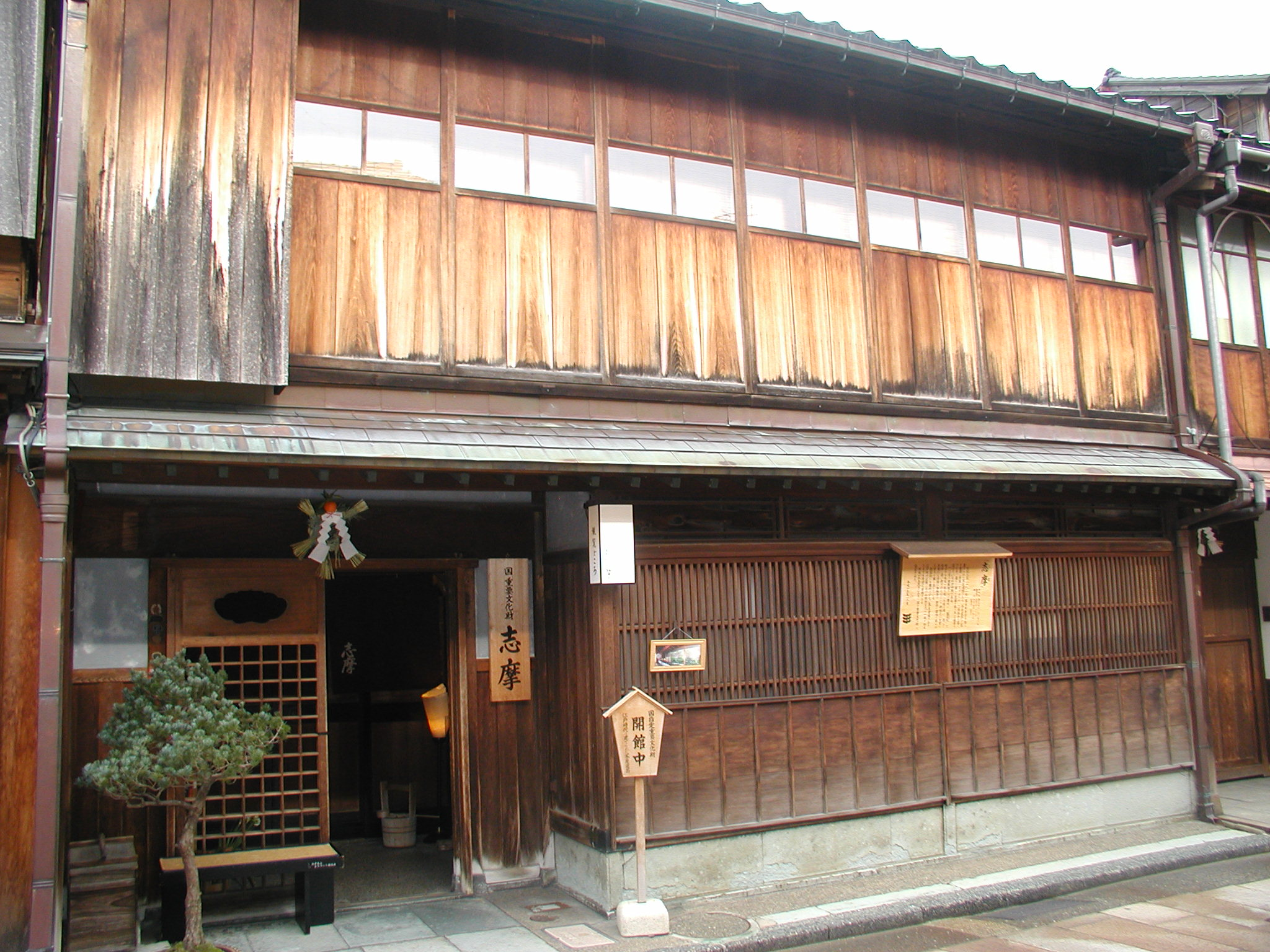
Сима, окия в Канадзаве

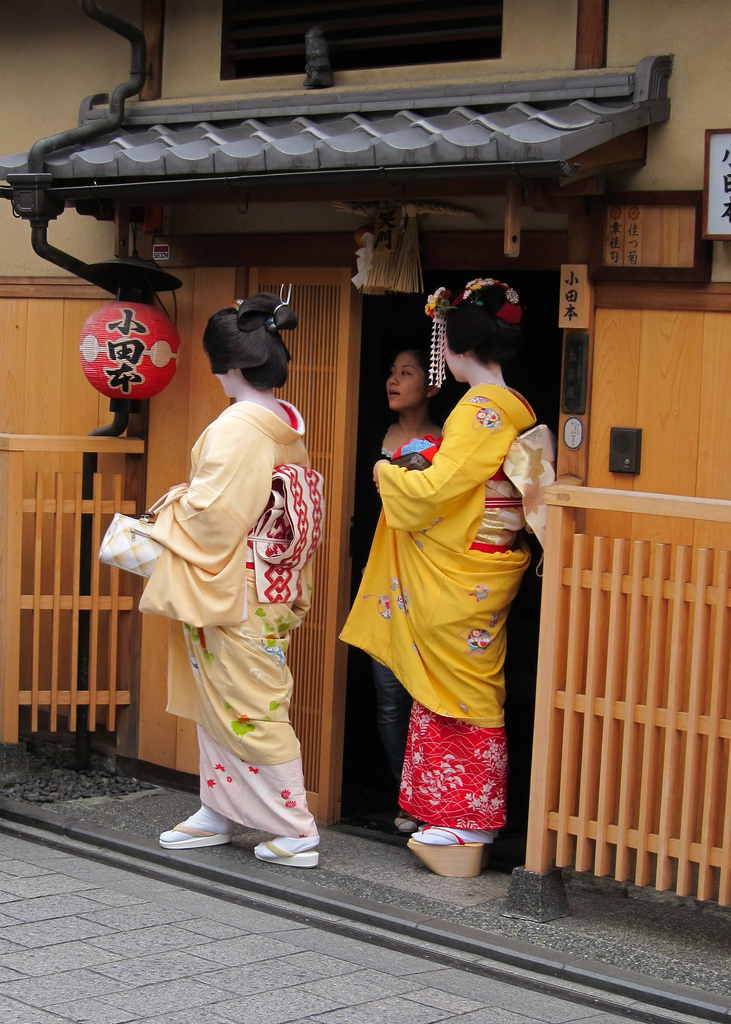
Гейша, майко и сикоми у входа в окия Одамото. Киото

В крупных городах — Киото, Токио, Осаке — окия располагаются в ханамати — кварталах гейш. В Наре остался всего один ханамати, а опустевшие окия перестроили в рестораны.
Мужчинам обычно запрещено входить в окия. Исключение составляют одевальщики отокоси (男衆), члены «Кэмбан-сё» — организации, заведующей делами гейш; учителя, парикмахеры и мастера по созданию париков — всем им можно входить в окия в любое время.

## Здание

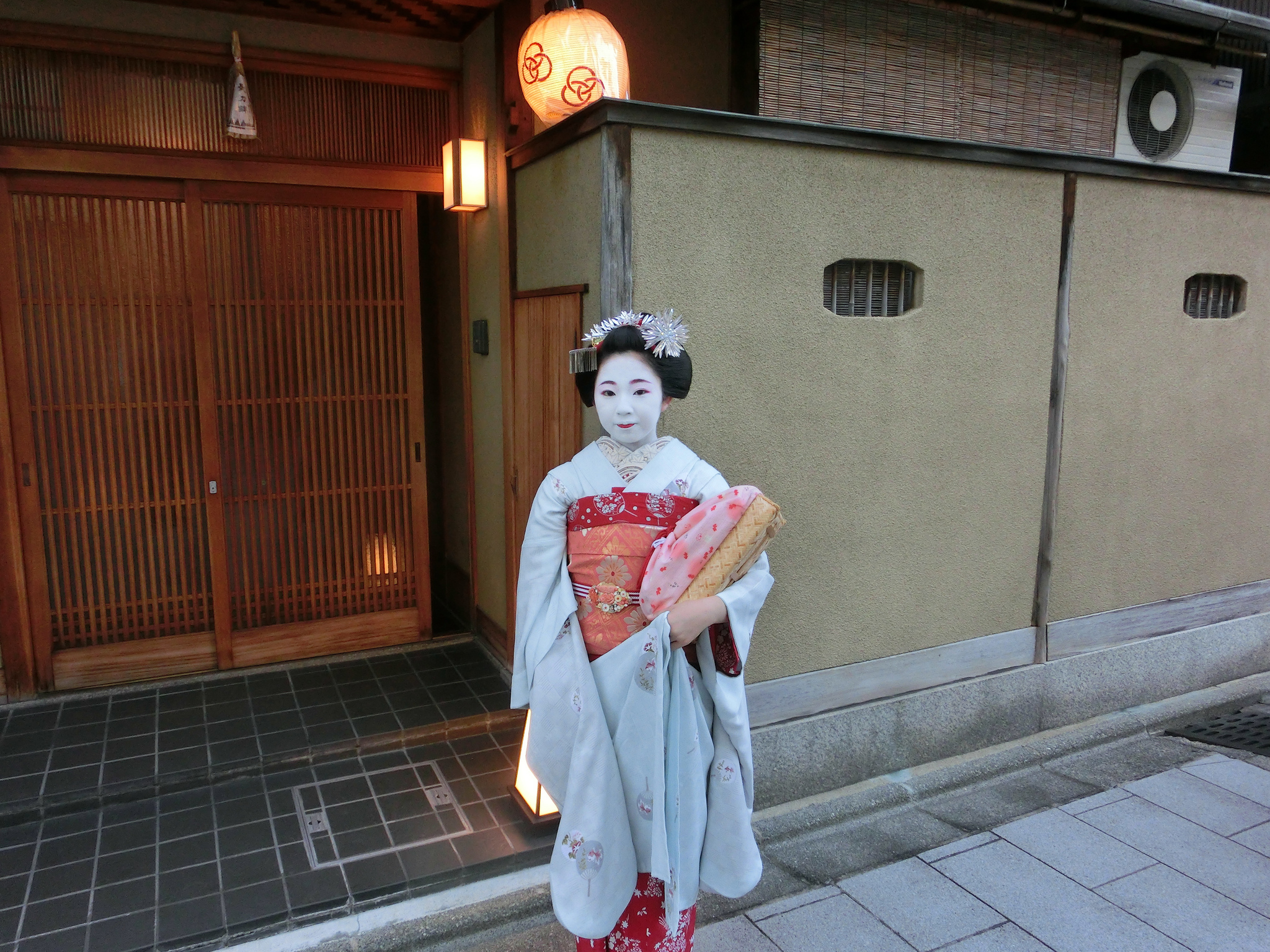
Майко Тосимомо возле окия

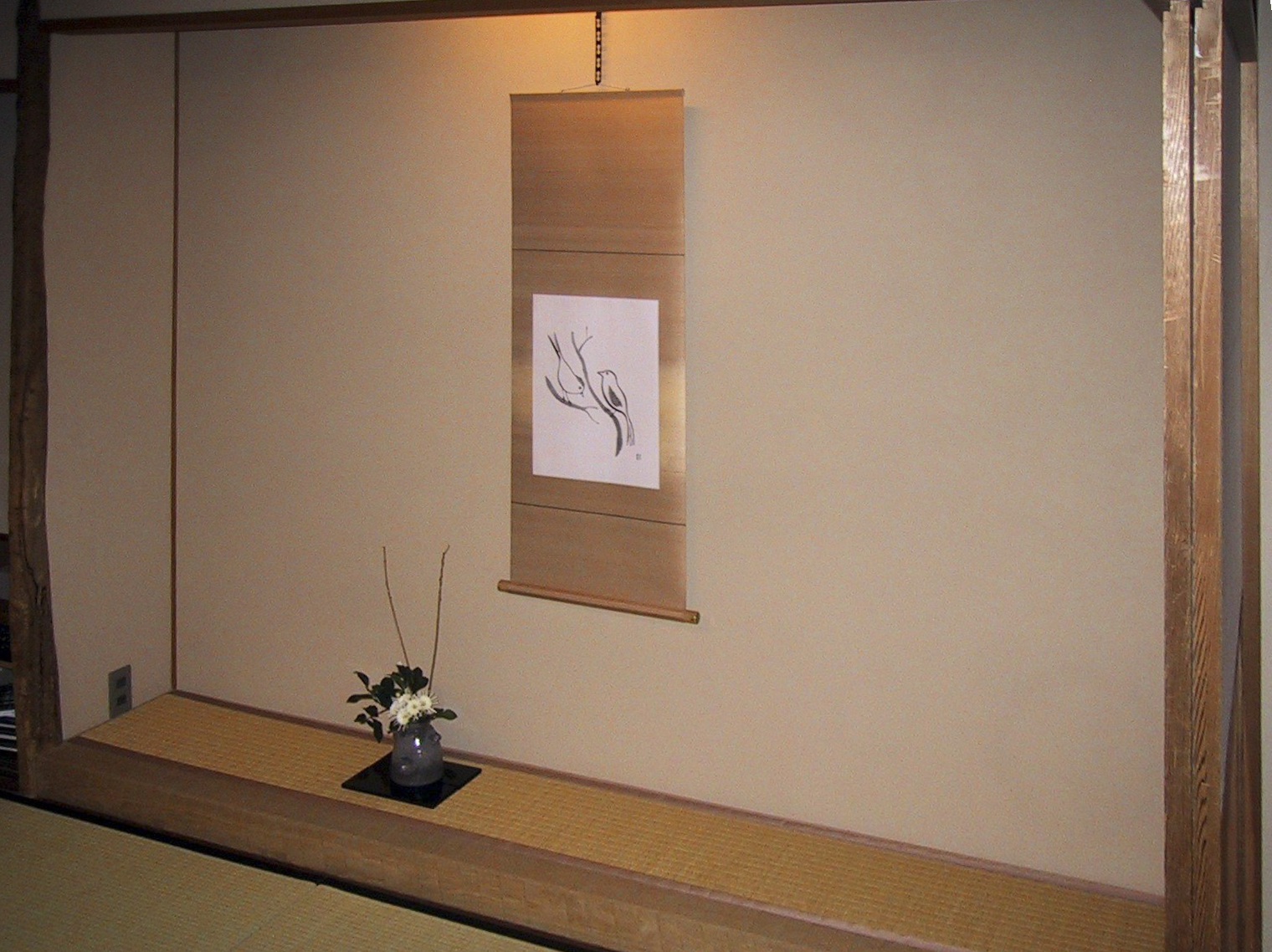
Свиток и икебана в токонома

Окия всегда строят в традиционном японском архитектурном стиле. В ханамати окия часто строят рядом, нередко по обычному в средневековой Японии образцу — с небольшим садом в центре, который окружают соединённые коридорами постройки.
Как в любом другом доме в традиционном стиле, в окия есть фусума (раздвижные стены), сёдзи и бёбу (ширмы). Здание делится на несколько частей: кухню, жилые комнаты, ванную (может быть отдельным зданием), столовую, гардеробную, комнаты с сундуками и шкафами, где хранятся многочисленные кимоно, пояса и аксессуары. В окия часто имеется котацу, а в столовой почти всегда есть токонома.
Прихожая окия отличается от обычной прихожей современных японских домов. Там находится холл с каменным полом «гэнкан», небольшие скамейки для посетителей, полочки для обуви и тумбочки. За ними находится небольшая ступенька, перед которой посетители снимают обувь и переобуваются в предлагаемые шлёпанцы. За прихожей находятся жилые помещения с деревянными полами. В комнаты, устланные татами, можно заходить только в носках или босиком.
Несмотря на традиционный дизайн, в большинстве окия есть Интернет и современные кухни.
У окия как минимум два этажа, на втором находятся комнаты живущих там гейш и майко. На крышах бывают устроенные террасы, куда складируются ненужные вещи.

## Роль

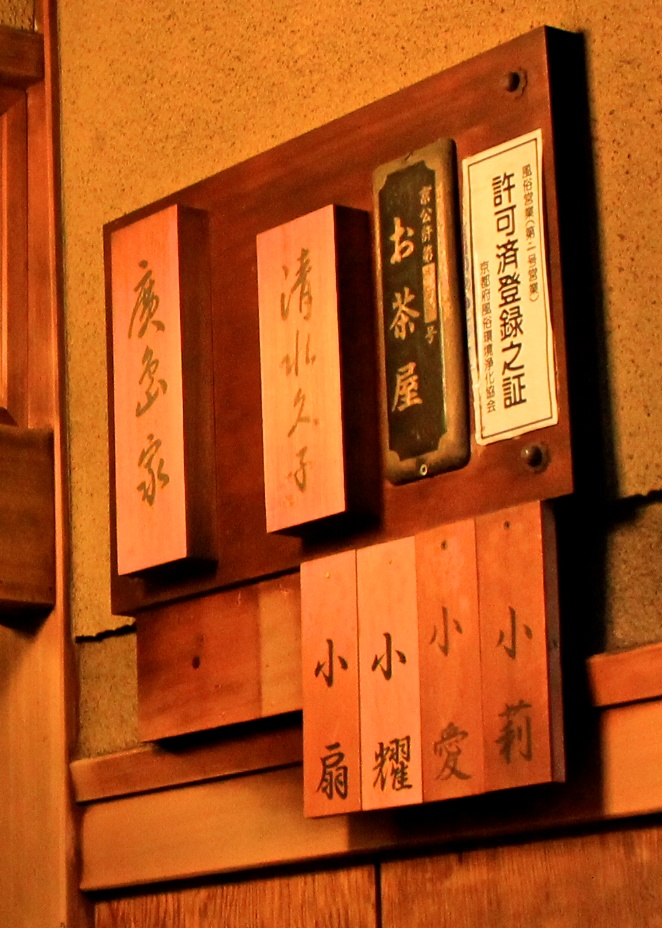
Табличка на чайном домике при окия.
имена работающих в нём гейш и майко:
,,,.

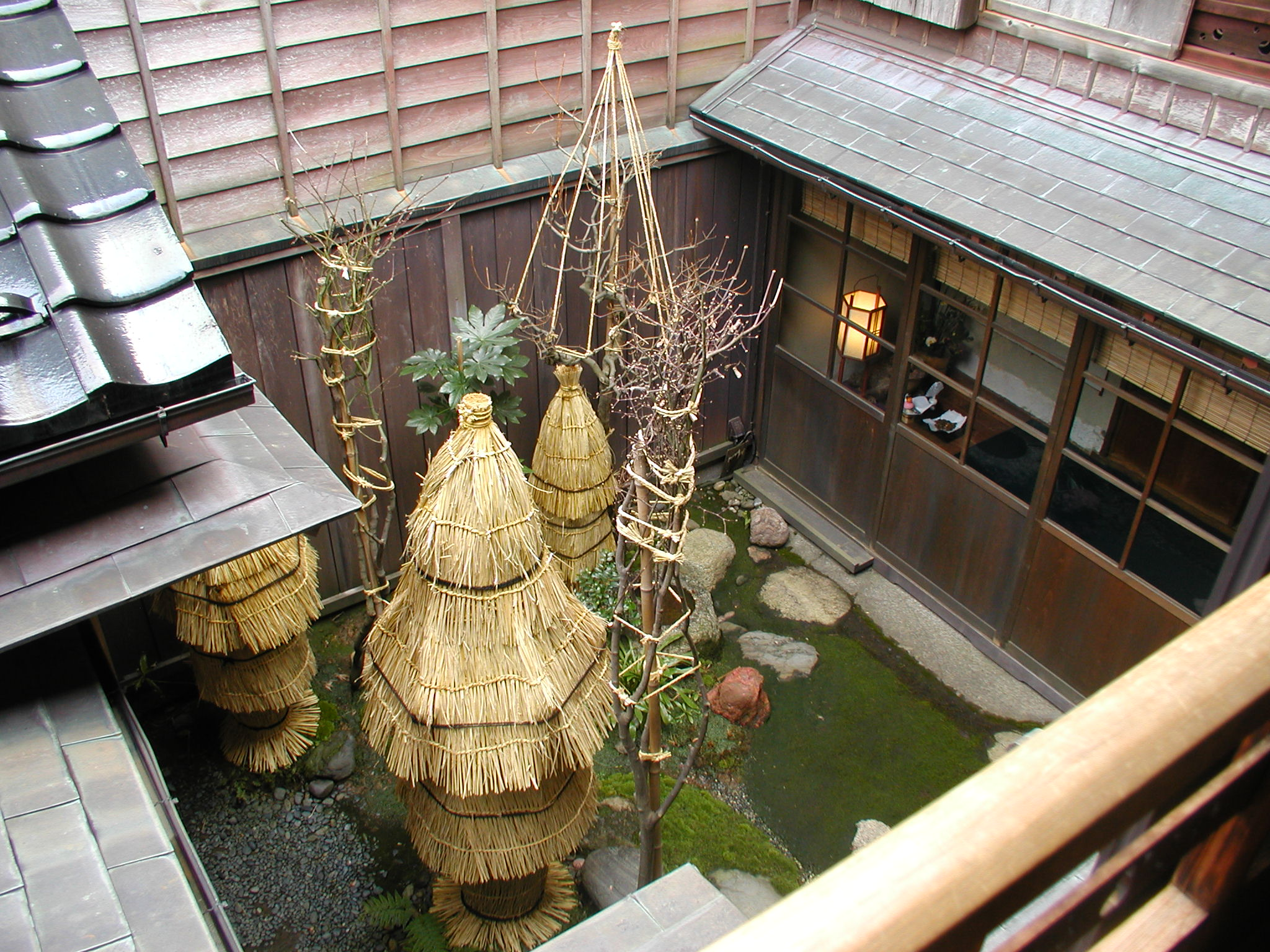
Сад внутри окия в Канадзаве

При многих окия имеются «чайные домики», о-тяя (お茶屋). Это не обычные «чайные дома», а особые помещения, где происходят банкеты с гейшами и ученицами. Название «о-тяя» — киотоское, в Токио используется слово матиай (待合, «(место для) ожиданной встречи»).
Хангёку и майко живут в окия, пока учатся. Дебютировавшие гейши могут продолжать жить в окия, а могут оставить его и вести самостоятельную жизнь. В начале XX века профессия гейши стала непопулярной, в окия стали останавливаться родственники и знакомые гейш. «Мать» окия может удочерить одну из гейш, это обычный способ продолжения династии.
В Токио некоторые окия позволяют хангёку жить на квартирах.
Сегодня количество окия держится на среднем уровне, так как количество желающих стать майко и гейшами стало расти, бо́льшая их часть находится в Киото, древней столице Японии.

## Иерархия в окия
Пирамиде отношений в окия уделяется большое внимание: наверху находится о-каа-сан, затем — гейши в порядке уменьшения срока работы, ниже — майко. На самом низу стоят «сикоми», служанки, готовящиеся стать майко. Обычно каждой ученице в начале обучения дают более опытную наставницу, которая будет считаться её старшей сестрой, несмотря на то, что они фактически не родственники. В ханамати Камиситикэн эта традиция отсутствует.

## Окия в ханамати
Для мира гейш крайне важна строгость соблюдения правил поведения. Каждый окия поддерживает отношения с другими окия этого ханамати, а также с чайными домиками, что гарантирует узнавание и внимание к гейшам и майко, работающим там. Тем не менее, ещё 50 лет назад правила были намного строже, например, допускались физические наказания, а сами майко приезжали в окия не по своей воле, а будучи проданными туда собственными родителями.
Окия несёт все затраты на обучение майко (одежда, аксессуары, затраты на уроки, налоги в кэмбан), но впоследствии она должна выплатить долги. После дебюта гейша некоторое время живёт в окия, а после выплаты долгов может съехать и даже основать собственный окия.

### Документальная
- Лайза Дэлби: Geisha', 2004, ISBN 3-499-26491-9
- Ursula Richter:'The Life of Geisha, 2007, Luebbe Verlag, ISBN 978-3-404-60586-6
- Michael Stein:Japanese courtesans: A Cultural History of the Japanese champions of the art entertainment and eroticism of twelve centuries, iudicium, Munich 1997
- Christoph Neumann:So nervous Japan - the unvarnished madness of Japanese everyday life, Piper Verlag Travel Library, 2008, ISBN 978-3492245081
- Florian Coulmas, Die Kultur Japans - Tradition und Moderne, Verlag CH Beck, 2008, ISBN 978-3406587764

## Художественная
- Минэко Ивасаки и Rande Brown, Geisha: A Life.
- Kiharu Nakamura: Kiharu, Memoirs of a Geisha.